# LDS (automobilismo)
La LDS è stato un costruttore sudafricano di Formula 1. Scuderia fondata dal pilota Louis Douglas Serrurier partecipò a alcune edizioni del Gran Premio del Sud Africa nella seconda metà degli anni sessanta.

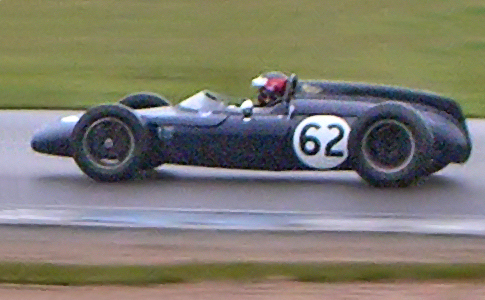
Una LDS-Alfa Romeo

Già nel dicembre del 1961 Serrurier aveva fatto debuttare  la sua vettura, chiamata MK1 e basata sul disegno della Cooper, in alcuni gran premi non validi per il campionato mondiale corsi nel suo paese. La vettura era motorizzata Alfa Romeo.
Il debutto ufficiale avvenne l'anno successivo in cui la vettura, con alla guida lo stesso Serrurier, abbandonò la gara dopo essere partita quattordicesima.
Per molte stagioni la stessa vettura fu impegnata solo nel gran premio di casa, ottenendo il miglior risultato nel 1963 quando si classificò all'undicesimo posto.
Nel 1967 venne motorizzata da Climax e nel 1968 dalla Repco. Oltre che dal fondatore la vettura venne condotta in gara anche da Sam Tingle